# Тайне
Та́йне (рос. Тайное) — присілок у складі Верхньокетського району Томської області, Росія. Входить до складу Палочкинського сільського поселення.

## Населення
Населення — 8 осіб (2010; 24 у 2002).
Національний склад (станом на 2002 рік):
- росіяни — 79 %